# عامودا
عامودا من مدن محافظة الحسكة ومركز ناحية في أقصى شمال شرق سوريا على الحدود السورية-التركية قرب مدينة القامشلي. تبعد عن الحسكة مركز المحافظة 80 كم إلى الشمال. يمر فيها نهر صغير يدعى نهر الخنزير. أسست المدينة على يد مهاجرين سريان أتوا من تركيا في أوائل العقد الثالث من القرن العشرين في أعقاب مذابح السريان والآشوريين هناك.

## التاريخ
ورد ذكر اسم عامودا في كتاب «نشوة المدام في العودة إلى دار السلام» للمؤلف الشهير العلامة محمود الآلوسي، حيث زارها في رحلته سنة (1267) هـ، وذكر أن فيها 70 بيتاً وفيها مسجد، وهذا يفيد أنها كانت قرية عامرة قبل مائة وخمسين سنة. وهي من أقدم قرى ومدن المحافظة. والمؤشرات الحضارية على وجود بشر في منطقة عامودا جغرافياً وجود تلال أثرية منها تل عامودا وتل المال (موزان) وتل حطين (شاغر بازار)، وهذه التلال تم الكشف والتنقيب فيها عن الآثار فكانت تعود لحضارات قديمة عمرها يتجاوز ثلاثة آلاف سنة. تتالت أقوام عديدة للسكن في هذه المنطقة واستقر فيها العرب. إثر الفتوحات الإسلامية قسمت الجزيرة الفراتية إداريا إلى ديار بكر وديار مضر وديار ربيعة، وكانت عامودا ضمن ديار مضر. وفي العهود المتأخرة أصبحت عامودا قرية تابعة لولاية ماردين في عهد الحكم العثماني، ثم بقيت ضمن الأراضي السورية بعد معاهدة لوزان التي ضمت مناطق الأقاليم السورية الشمالية إلى تركيا، فأصبحت تابعة لمحافظة الحسكة. وبعد دخول القوات الفرنسية إلى سورية وفرض حمايتهم عليها، أصبحت عامودا مركزاً لناحية إدارية عام 1926 تابعة لقضاء القامشلي. وبقيت كذلك حتى الاستقلال عام 1946.
تعرضت عامودا لقصف جوي من قبل الفرنسيين عام 1936، حيث أحرقت فرنسا الدور ثم أغارت خمس طائرات على المدينة وكان الهدف إخماد الروح الوطنية لدى أهالي عامودا وتهجيرهم إلى تركيا والقرى المجاورة. ويُعَرف هذا التاريخ بتاريخ «الطوشة».

## التسمية
ولم يعرف سبب تسمية عامودا بهذا الاسم، إذ لا توجد مراجع موثوقة حول سبب التسمية، ويتداول المسنون قصة أسطورية تفيد أن ابنة ملك ماردين ولدت سفاحاً وأمرت بإبعاد ابنها فعلقه المكلف بهذه المهمة على عامود نصب قرب تل عامودا حالياً، وعندما اكتشفته قافلة مرت من ذلك المكان، تناقل القوم قصة العامود والطفل وأصبحت المنطقة تعرف باسم العامود. ثم عندما بنيت القرية أطلق عليها اسم عامودا. وهذه القصة لها تفصيلات ومشكوك في مجريات أحداثها.

## خصائص المنطقة

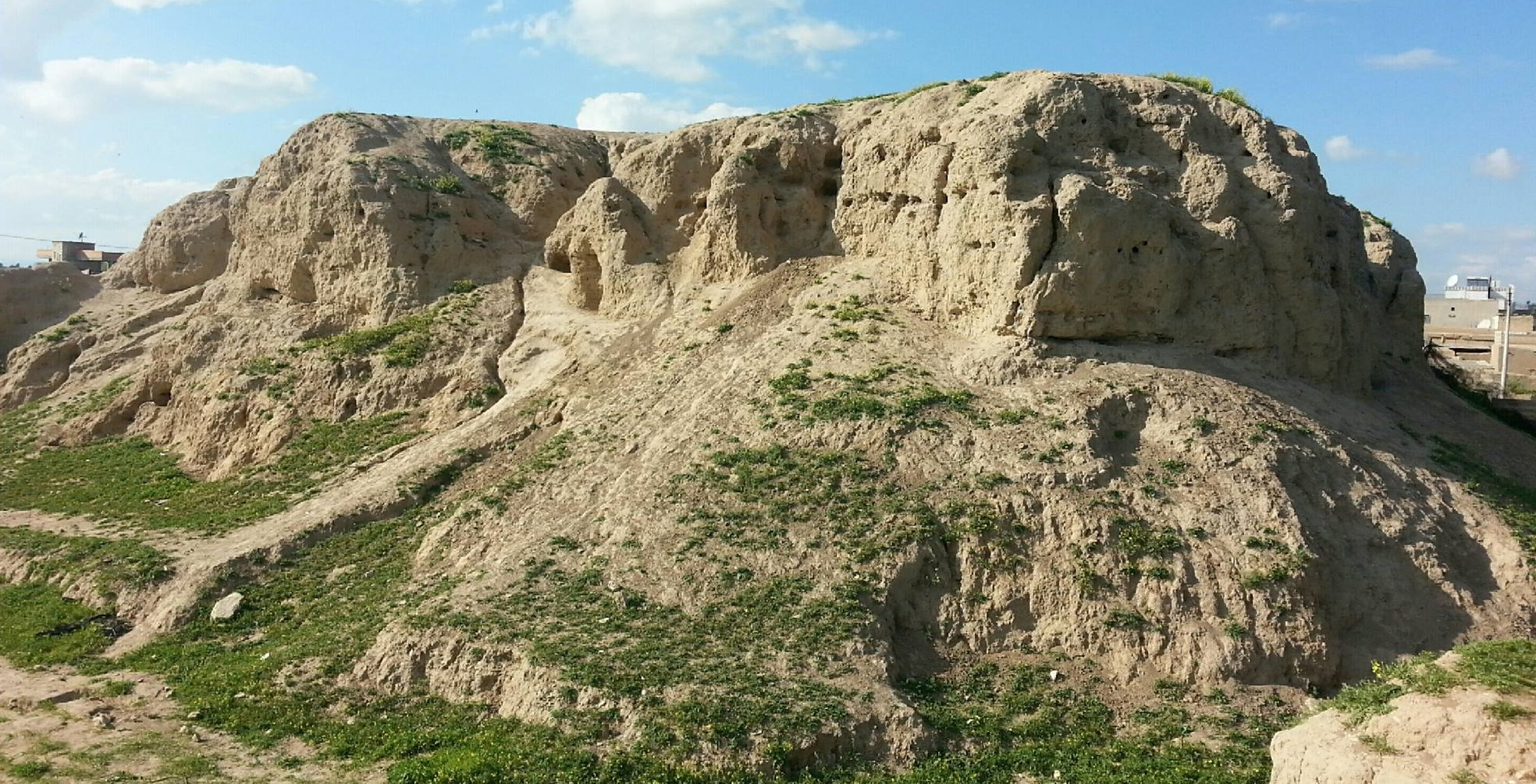
تل شرمولا الأثري في مدينة عامودا

يوجد في ناحية «عامودا» ثلاث تلال أثرية هي: تل «موزان» وتل «شاغربازار» وتل «عامودا (تل (جري) شرمولا)»، وهذه التلال تم التنقيب والكشف عن تاريخها الحقيقي فتبين أنها تعود لحضارات قديمة عمرها يتجاوز ثلاثة آلاف سنة.

## أحداث هامة

### الغارة الفرنسية
- في عام 1936 تم قصف المدينة وعدة قرى مجاورة بالطائرات بعد انتفاضة قام بها سكان المنطقة بزعامة سعيد آغا دقوري للتخلص من الاحتلال الفرنسي.

### حادثة حريق السينما
- في 13 من تشرين الثاني عام 1960، وقع حريق في دار السينما، ذهب ضحيته أكثر من 283 طفل كردي جميعهم في المراحل الابتدائية. في ذلك الوقت، قرر مدير ناحية عامودا في اجتماع مع مدراء المدارس ووجهاء المدينة أن يتم حجز سينما عامودا (شهرزاد) يوماً كاملاً لدعم ثورة الجزائر، وذلك بعرض فيلم عن الثورة لطلاب المدارس، يذهب ريع النشاط للثورة.و بدلاً من عرض فيلم الثورة، عُرض فيلم جريمة منتصف الليل الذي قام ببطولته الراحل محمود المليجي. ويقال بأن السينما قد حُشدت بأعداد هائلة تفوق استيعابها الطبيعي، حيث دفع فيها قرابة 500 طالب مرة واحدة في حين أنها تستوعب 200 مقعد. وقد نتج الحريق عن المولد الكهربائي.[3]
- تسبب التدافع في إغلاق البوابة الرئيسية، بينما قفز آخرون من نافذة تطل على بئر مفتوح، ما أدى إلى وفاة المزيد. حاول الأهالي إنقاذ الأطفال، لكن النيران وسقوط السقف أودت بحياة المنقذ محمد سعيد آغا الدقوري بعد إنقاذه 12 طفلًا.[4]
- القضية سُجلت ضد مجهول، ولم يُحاسب أحد. الحادثة ما زالت تُعتبر رمزًا للألم في تاريخ عامودا في شمال شرق سوريا.

### مجزرة 2013
في أواخر حزيران من عام 2013، قام عناصر من وحدات حماية الشعب بقتل وجرح مدنيين، عبر إطلاق الرصاص عليهم في مدينة عامودا. كانت عامودا تشهد احتجاجات على خلفية اعتقال الوحدات لثلاثة ناشطين ضمن الثورة السورية، وقد دخل حينها عدد آخر من الناشطين في إضراب مفتوح عن الطعام إلى أن يتم إطلاق سراح الناشطين الثلاثة. وفي 27 من حزيران من ذلك العام فُرض طوق أمني شديد الرقابة حول عامودا، وفرضت سلطات حزب الاتحاد الديمقراطي حظراً للتجول. ومع حلول المساء خرجت مظاهرة في المدينة للمطالبة بالإفراج عن المعتقلين، واجهتها قوة عسكرية من وحدات حماية الشعب بالرصاص لتفريقها إثر تفريقهم بالرصاص، ما أوقع ستة قتلى من المدنيين، بينهم أطفال، إضافة إلى إصابة العشرات. حققت هيومن رايتس وتش في الحادثة واثبتتها في قوائمها.

## المساحة
المساحة الإجمالية تقدر بـ 1 كم2 [بحاجة لمصدر]، تتبع لناحية عامودا 160 قرية.

## السكان
عدد سكان المدينة 47.206 نسمة. معظمهم من الأكراد مع أقليات عربية ومسيحية.
يعمل أغلب السكان بشكل أساسي بالزراعة كزراعة القمح والشعير والعدس والقطن ومعظم الخضار الشتوية والصيفية والخريفية وهناك قسم آخر من الأهالي يعملون بالحرف المهنية مثل: النجارة والحدادة والخراطة، إضافة إلى تربية المواشي.
شهدت المدينة موجات هجرة كبيرة من اللاجئين الأرمن والسريان من تركيا قبل وأثناء الحرب العالمية الثانية. ولكن معظمهم هاجر إلى الولايات المتحدة وأوروبا وكندا.

## وصلات خارجية
- موقع مدينة القامشلي
- موقع لمدينة عامودا